# Futebol nos Jogos Olímpicos de Verão da Juventude de 2014
O futebol nos Jogos Olímpicos de Verão da Juventude de 2014 foi realizado entre 14 e 27 de Agosto. Cada continente teve direito a uma equipa representante, sendo que os participantes foram decididos pela FIFA em uma reunião em Zurique entre 3 e 4 de Outubro de 2013. Os jogos de apuramento de quinto lugar no torneios de raparigas e todo o torneio de rapazes foram disputados no Estádio do Centro Desportivo de Jianging, enquanto as moças jogaram os restantes jogos no Estádio de Wutaishan em Nanquim, China.

## Equipas participantes
Ficou uma vaga reservada para cada confederação no torneio. Um Comitê Olímpico Nacional (CON) só pôde ter um time participante, sendo que a China como anfitriã, ganhou a vaga continental no torneio feminino. Para poderem participar nas Olimpíadas da Juventude, os atletas devem ter nascido entre 1 de janeiro e 31 de dezembro de 1999.
| Confederação                         | Masculino         | Feminino             |
| ------------------------------------ | ----------------- | -------------------- |
| África (CAF)                         | CPV Cabo Verde    | NAM Namíbia          |
| Ásia (AFC)                           | KOR Coreia do Sul | CHN China            |
| Europa (UEFA)                        | ISL Islândia      | SVK Eslováquia       |
| América do Norte e Caribe (CONCACAF) | HON Honduras      | MEX México           |
| Oceania (OFC)                        | VAN Vanuatu       | PNG Papua-Nova Guiné |
| América do Sul (CONMEBOL)            | PER Peru          | VEN Venezuela        |

## Calendário
Disputaram-se dois jogos por dia entre 14 e 27 de Agosto, sendo que os dias 16, 19 e 22 foram de descanso. O calendário foi publicado pela FIFA.
Todos os horários são pela hora padrão chinesa (UTC+8).
| Data         | Dia da semana | Hora de início | Evento                       |
| ------------ | ------------- | -------------- | ---------------------------- |
| 14 de Agosto | 5ª Feira      | 18:00          | Fase de grupos (Moças)       |
| 15 de Agosto | 6ª Feira      | 18:00          | Fase de grupos (Rapazes)     |
| 17 de Agosto | Domingo       | 18:00          | Fase de grupos (Moças)       |
| 18 de Agosto | 2ª Feira      | 18:00          | Fase de grupos (Rapazes)     |
| 20 de Agosto | 4ª Feira      | 18:00          | Fase de grupos (Moças)       |
| 21 de Agosto | 5ª Feira      | 18:00          | Fase de grupos (Rapazes)     |
| 23 de Agosto | Sábado        | 18:00          | Semi/Meias-finais (Moças)    |
| 24 de Agosto | Domingo       | 18:00          | Semi/Meias-finais (Rapazes)  |
| 25 de Agosto | 2ª Feira      | 18:00          | Jogos de 5º-6º lugares       |
| 26 de Agosto | 3ª Feira      | 18:00          | Jogos das Medalhas (Moças)   |
| 27 de Agosto | 4ª Feira      | 18:00          | Jogos das Medalhas (Rapazes) |

## Sumário de medalhas

### Tabela de medalhas
| Ordem | País              | Medalha de ouro | Medalha de prata | Medalha de bronze |   | Ordem por total |
| ----- | ----------------- | --------------- | ---------------- | ----------------- | - | --------------- |
| 1     | CHN China         | 1               |                  |                   | 1 | 1               |
| 1     | PER Peru          | 1               |                  |                   | 1 | 1               |
| 3     | KOR Coreia do Sul |                 | 1                |                   | 1 | 1               |
| 3     | VEN Venezuela     |                 | 1                |                   | 1 | 1               |
| 5     | ISL Islândia      |                 |                  | 1                 | 1 | 1               |
| 5     | MEX México        |                 |                  | 1                 | 1 | 1               |
| TOTAL | TOTAL             | 2               | 2                | 2                 | 6 |                 |

### Eventos
| Evento                     | Ouro      | Prata             | Bronze       |
| -------------------------- | --------- | ----------------- | ------------ |
| Torneio masculino detalhes | PER Peru  | KOR Coreia do Sul | ISL Islândia |
| Torneio feminino detalhes  | CHN China | VEN Venezuela     | MEX México   |